# Воля-Мелецька
Воля-Мелецька (пол. Wola Mielecka) — село в Польщі, у гміні Мелець Мелецького повіту Підкарпатського воєводства.
Населення — 1970 осіб (2011).
У 1975-1998 роках село належало до Ряшівського воєводства.

## Демографія
Демографічна структура станом на 31 березня 2011 року:
|          | Загалом | Допрацездатний вік | Працездатний вік | Постпрацездатний вік |
| -------- | ------- | ------------------ | ---------------- | -------------------- |
| Чоловіки | 984     | 233                | 654              | 97                   |
| Жінки    | 986     | 223                | 563              | 200                  |
| Разом    | 1970    | 456                | 1217             | 297                  |